# اندیس کرومیت جنوب شرق ایرندگان
کرومیت جنوب شرق ایرندگان یک اندیس فلزی است که در حوالی شهر بیرک  استان سیستان و بلوچستان قرار دارد و مادهٔ معدنی موجود در آن، کرومیت است.سنگ میزبان این اندیس پریدوتیت تکتو نیزه است و دیرینگی آن به دوران کرتاسه بالایی می‌رسد. در این اندیس، پاراژنز‌های گروه پلاتین - هونتیت یافت می‌شوند.